# 555 California Street
555 California Street (auch: Bank of America Center) ist ein 237,4 m hoher Wolkenkratzer im Financial District, dem Bankenviertel von San Francisco, Kalifornien. Er war bis zur Fusion (1998) der Banken Bank of America und NationsBank der Hauptsitz der Bank of America, die aber nach der Fusion ihre Zentrale nach Charlotte in North Carolina verlegte.
Forbes schätzt, dass Trump unbekannten Geldgebern allein für dieses Objekt 162 Millionen schuldet; der Kredit werde 2021 fällig.

## Beschreibung

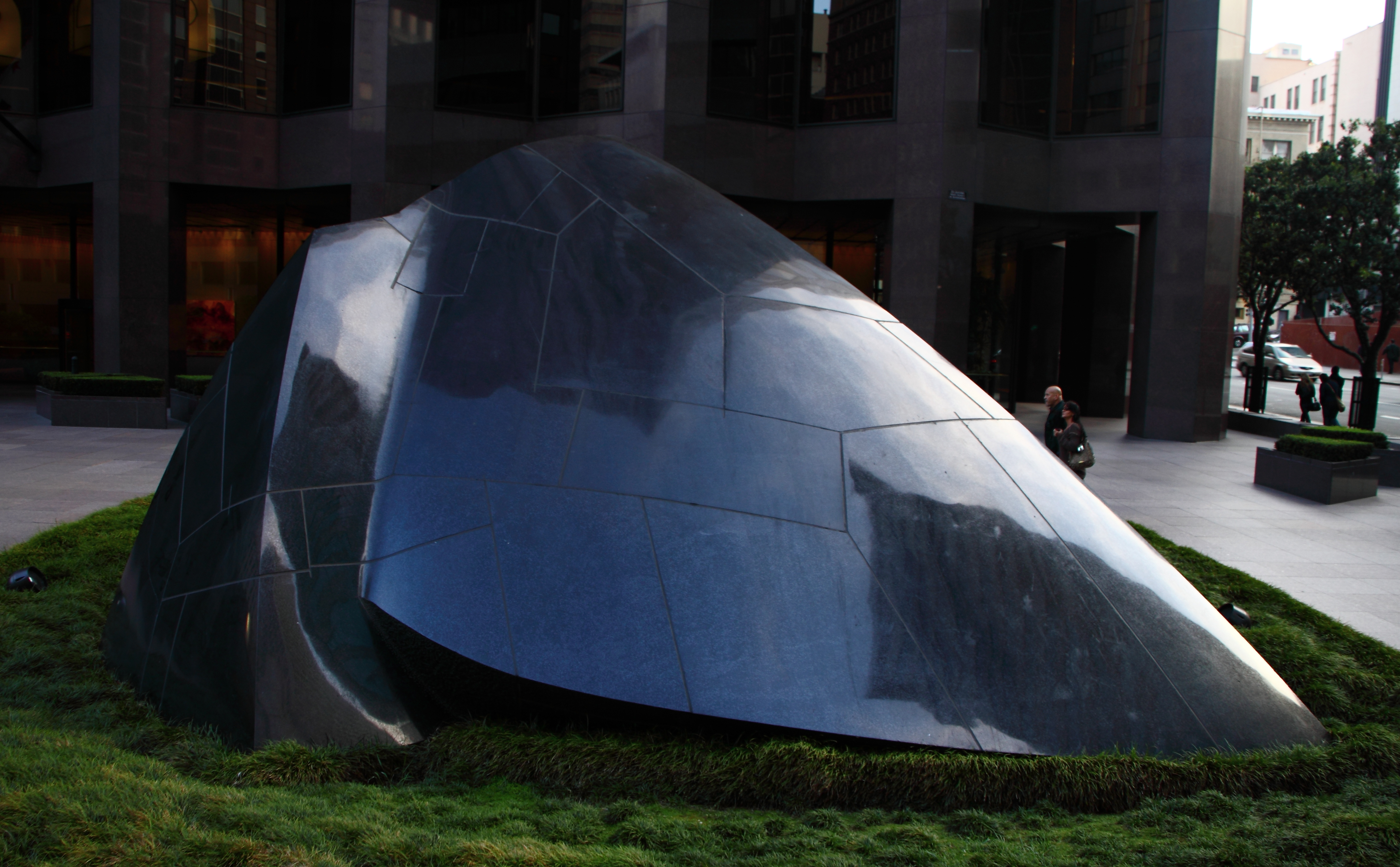
Masayuki Nagare’s Granit-Skulptur „Transcendence“ oder auch „The Banker’s Heart“

Am nördlichen Fuß des Gebäudes findet sich ein Platz, der zu Ehren von Amadeo Giannini, der die Bank of America gegründet hat, benannt wurde. Inmitten des Platzes findet man die schwarze Granitskulptur „Transcendence“ des berühmten japanischen Künstlers Masayuki Nagare. Ein weiterer Name für die Skulptur ist „The Banker’s Heart“, denn in der Nähe der Skulptur befindet sich die „Banker Hall“, einige Gehwege und Treppen, die Richtung Hochhaus führen.
In der 52. Etage des Gebäudes befindet sich ein Restaurant, das „Carnelian Room“. Dieses Restaurant ist mit einem der wenigen für die Öffentlichkeit zugelassenen High-Speed-Aufzüge in San Francisco zu erreichen. Der Carnelian Room wurde Anfang 2010 geschlossen.
Das Gebäude war beim Zeitpunkt der Eröffnung das höchste Gebäude der Stadt und der Westküste. Es wurde in beiden Bereichen 1972 vom 260 Meter hohen Transamerica Pyramid abgelöst. Seit 2018 ist 555 California Street das vierthöchste Gebäude San Franciscos und das siebthöchste Kaliforniens.
555 California Street kam in mehreren Film- und TV-Produktionen vor, so 1971 im Film Dirty Harry, wo das Gebäude am Anfang zu sehen war, sowie in weiteren Szenen, in denen man eine großzügige Panoramasicht von San Francisco bestaunen konnte.
Ebenso wurde die 555 California Street häufiger im Anspann der Serie Charmed – Zauberhafte Hexen gezeigt.

## Hauptmieter
Hauptmieter sind unter anderem:
- Bank of America
- Dodge & Cox
- Goldman Sachs
- Kirkland & Ellis
- UBS AG